# 原田熊雄
原田熊雄（日语：／，1888年1月7日—1946年2月26日），是日本大正与昭和时期的政治家、从三位男爵。

## 生平
原田作为最后的元老西园寺公望的私人秘书，他为居住在興津坐漁荘的西园寺公爵收集外界的信息，并负责向社会各界传达西园寺对时局的看法，以及关于组阁事宜的意见，实际上充当了“西园寺公望的手脚”般的角色。他撰写的《原田熊雄日记》（又名为《西园寺公与政局》）作为他的口述回忆录于1950年6月出版，该著作被历史学家视为研究战前昭和时代动荡政治局势的珍贵史料。